# 周恩来回延安
《周恩来回延安》（英語：Zhou Enlai Returned to Yan'an），导演吴卫东、刘劲，编剧王青伟、羊君，主演刘劲，2019年中国大陆上映的传记片。该片是周恩来诞辰120周年献礼片。

## 剧情
1973年6月，周恩来回到自己阔别26年的陕西省延安市，这也是他最后一次回到延安市，在这里度过22小时，考察人民的生活，重温中国共产党紧密联系人民群众、依靠人民群众的工作作风。

## 演出
- 刘劲 出演 周恩来
- 黄薇 出演 邓颖超
- 唐国强 出演 毛泽东
- 卢奇 出演 邓小平

## 制作
《周恩来回延安》是刘劲的导演处女作。《周总理回延安》改编自作家曹谷溪的报告文学作品《周总理回延安》。为了演好周恩来，刘劲瘦身28斤。

## 上映
2019年5月10日，《周恩来回延安》在北京人民大会堂首映，15日在全国公映。

## 奖项
| 日期 | 奖项                             | 类别       | 被提名者         | 结果 | 备注  |
| ---- | -------------------------------- | ---------- | ---------------- | ---- | ----- |
| 2019 | 第十五届精神文明建设“五个一工程” | 优秀作品奖 | 《周恩来回延安》 | 獲獎 | [ 7 ] |
| 2023 | 第18屆中國電影華表獎             | 优秀故事片 | 《周恩来回延安》 | 提名 | [ 8 ] |